# ナポレオン・ヴィクトル・ボナパルト
ナポレオン・ヴィクトル・ボナパルト（フランス語: Napoléon Victor Bonaparte, 1862年7月18日 - 1926年5月3日）は、ボナパルト派のフランス帝位請求者。通称はプランス・ヴィクトル（フランス語: Prince Victor）。支持者からはナポレオン5世（フランス語: Napoléon V, 請求期間：1879年6月1日 - 1926年5月3日）と呼ばれた。
ナポレオン・ボナパルトの大甥（末弟の孫）、ナポレオン4世のはとこにあたる。

## 生涯
フランス皇帝ナポレオン3世の従弟ナポレオン・ジョゼフ・シャルル・ポール・ボナパルト（ナポレオン・ジェローム）と、イタリア王ヴィットーリオ・エマヌエーレ2世の長女マリー・クロティルド・ド・サヴォワの長男として、パリのパレ・ロワイヤルで生まれた。誕生時、ヴィクトルは再従兄のナポレオン・ウジェーヌ皇太子と父に次いで皇位継承順第3位であった。しかし1870年、普仏戦争でナポレオン3世が捕虜になると、パリで暴動が起きて帝政は崩壊した。
1879年にナポレオン・ウジェーヌ（ナポレオン4世）が戦死すると、その遺言により18歳でボナパルト家の家長となり、その支持者たちからナポレオン5世と呼ばれるようになった。もっとも、ロシア軍近衛隊の大佐だった弟ルイの方が多くのボナパルティストから好まれていた。ナポレオン4世によるナポレオン・ジェロームを無視したこの決定は、父子の関係を完全に壊すこととなった。1886年5月に共和国政府が旧支配王家の子弟の追放を決定すると、ヴィクトルもフランスを去ってベルギーに亡命した。
ドレフュス事件の最中の1899年にフェリックス・フォール大統領が死去すると、いくつかの政治党派はこの混乱を利用しようと試みた。ナポレオン公ヴィクトルは、帝政派委員会からの代表団に対し、好機と見なせればフランス帝政復古の行動を起こすであろうと表明した。これを成し遂げるため、弟ルイとともに、自ら運動の先頭に立つであろうと表明した。彼は、ルイが「ボナパルティスト軍に、その名声、軍事手腕はもちろん、ロシア軍の階級をももたらす」であろうと話していた。ライバルのオルレアン派王位請求者オルレアン公ルイ・フィリップ・ロベールもまた動員可能な軍隊を持ち、ボナパルティスト軍と時を同じくして、フランス国境を越える用意をしていた。結局、予想されたようなフランスにおける突発事件は起こらず、第三共和政はその最も重大な危機を乗り切った。
1926年5月3日、帝政復古を果たせないままブリュッセルにおいて死去した。作家のシャルル・モーラスは、帝位請求者としてのヴィクトルの歳月についてコメントを寄せ、「彼は1884年以来いかなる新しい考えをも表さなかったし、そして共和国政府に対して抜本的に代わるものを持たなかった」と述べている。ボナパルト家家長の座は息子のルイ・ナポレオンが継いだ。

## 家族
1910年11月14日、モンカリエーリにおいてベルギー国王レオポルド2世の三女クレマンティーヌと結婚し、2人の子女をもうけた。
- マリー・クロティルド（英語版）（1912年 - 1996年）
- ルイ・ナポレオン（1914年 - 1997年）